# Vanadzor
Vanadzor ou Vanadsor (en arménien Վանաձոր), est la troisième plus grande ville d'Arménie après Erevan, la capitale, et Gyumri. Elle compte 107 394 habitants au recensement de 2001 mais 104 971 en 2008. Elle est située dans le marz de Lorri, au centre-nord de l'Arménie.
La ville est considérée comme « pittoresque », avec de belles maisons, appelées datchas.

## Toponymie
La ville s'appelait Kirovakan (Կիրովական) à l'époque soviétique, en l'honneur du leader bolchévique Sergueï Kirov. Après l'indépendance de l'Arménie, elle est renommée Vanadzor en 1992. Le nom est formé des mots arméniens vank (վանք), signifiant « monastère, église », et dzor (ձոր), signifiant « vallée ».

## Géographie

### Situation et topographie
Vanadzor, capitale de la région de Lorri, est située à 128 km au nord d'Erevan et à 64 km à l'est de Gyumri.
À 1 424 mètres d'altitude, la ville est construite en longueur, suivant la vallée de la rivière Pambak et est entourée de montagnes culminant à plus de 2 500 mètres. Au sud et à l'est, elles sont très boisées et rappellent certains paysages de la Suisse, au contraire, au nord et à l'ouest, elles sont plus sèches et souvent uniquement couvertes d'herbe et de plantes.
Vanadzor, comme les villes voisines de Gyumri et Spitak (25 km à l'ouest), a subi de plein fouet le séisme du 7 décembre 1988 avec 564 victimes mais des dégâts somme toute relatifs par rapport à ses voisines. En effet la plupart des bâtiments, des larges avenues, et surtout le parc central ont résisté à la force du tremblement de terre.

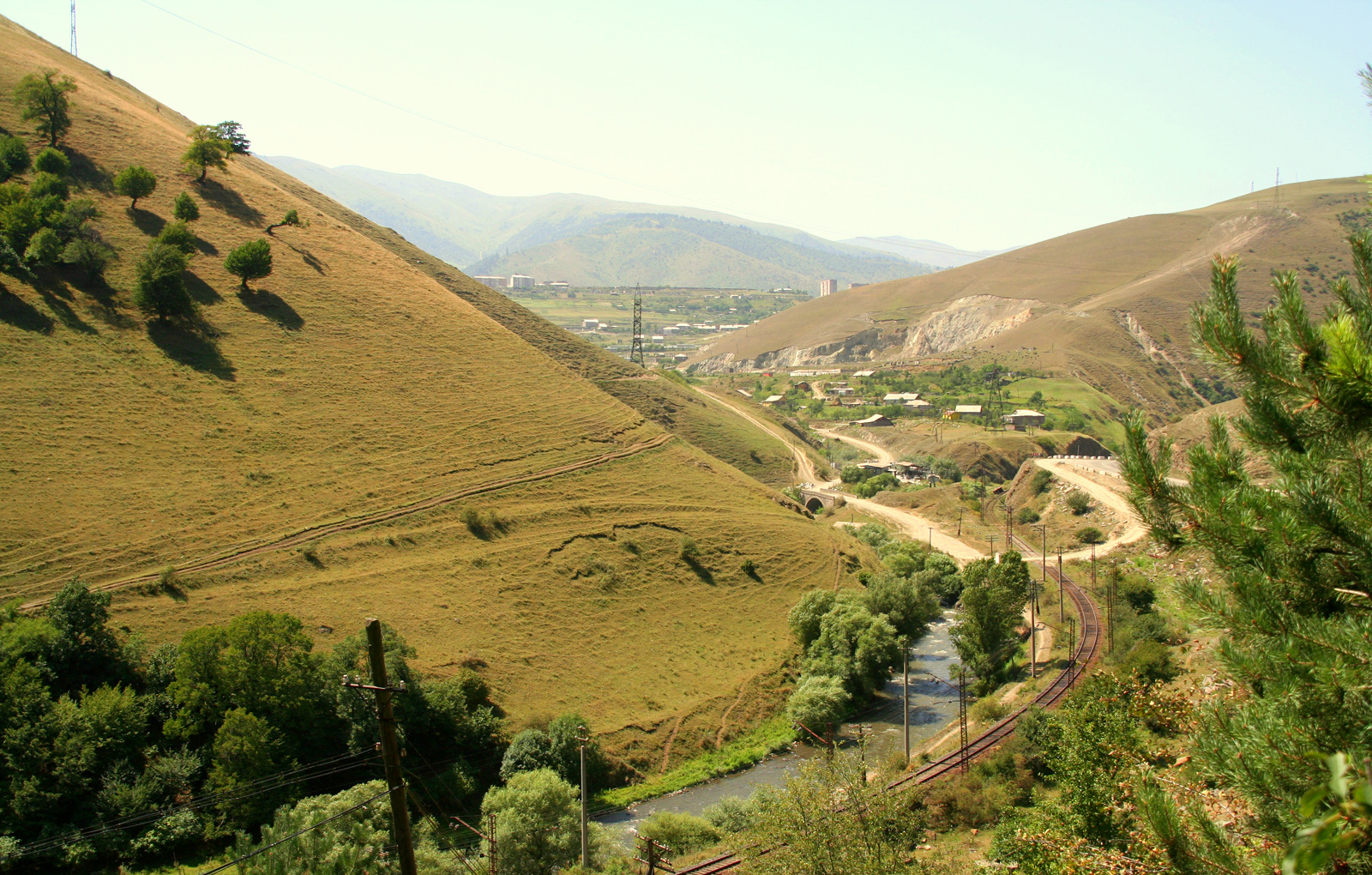
La nature autour de la ville.
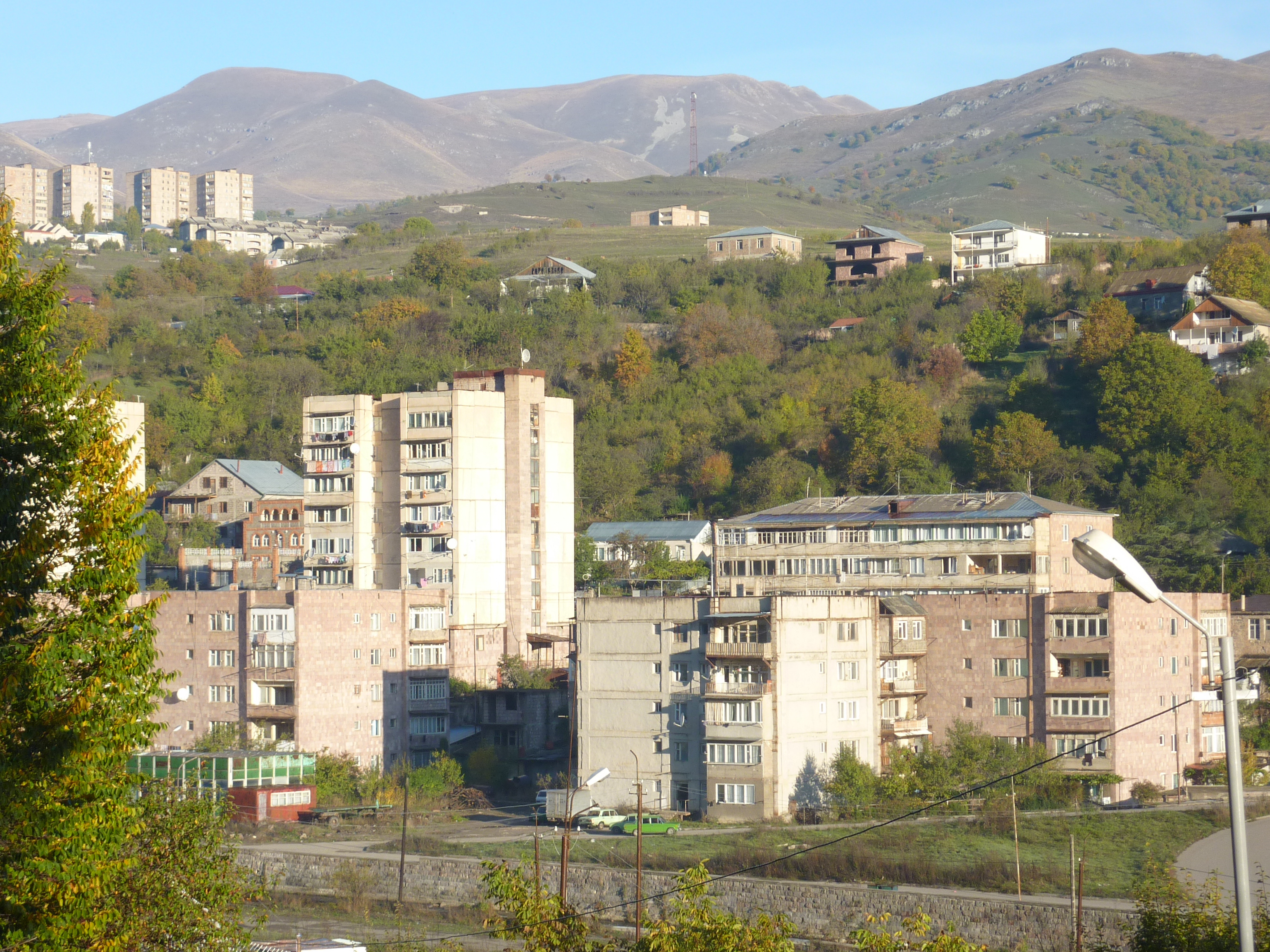
Vanadzor : un cadre naturel montagneux.
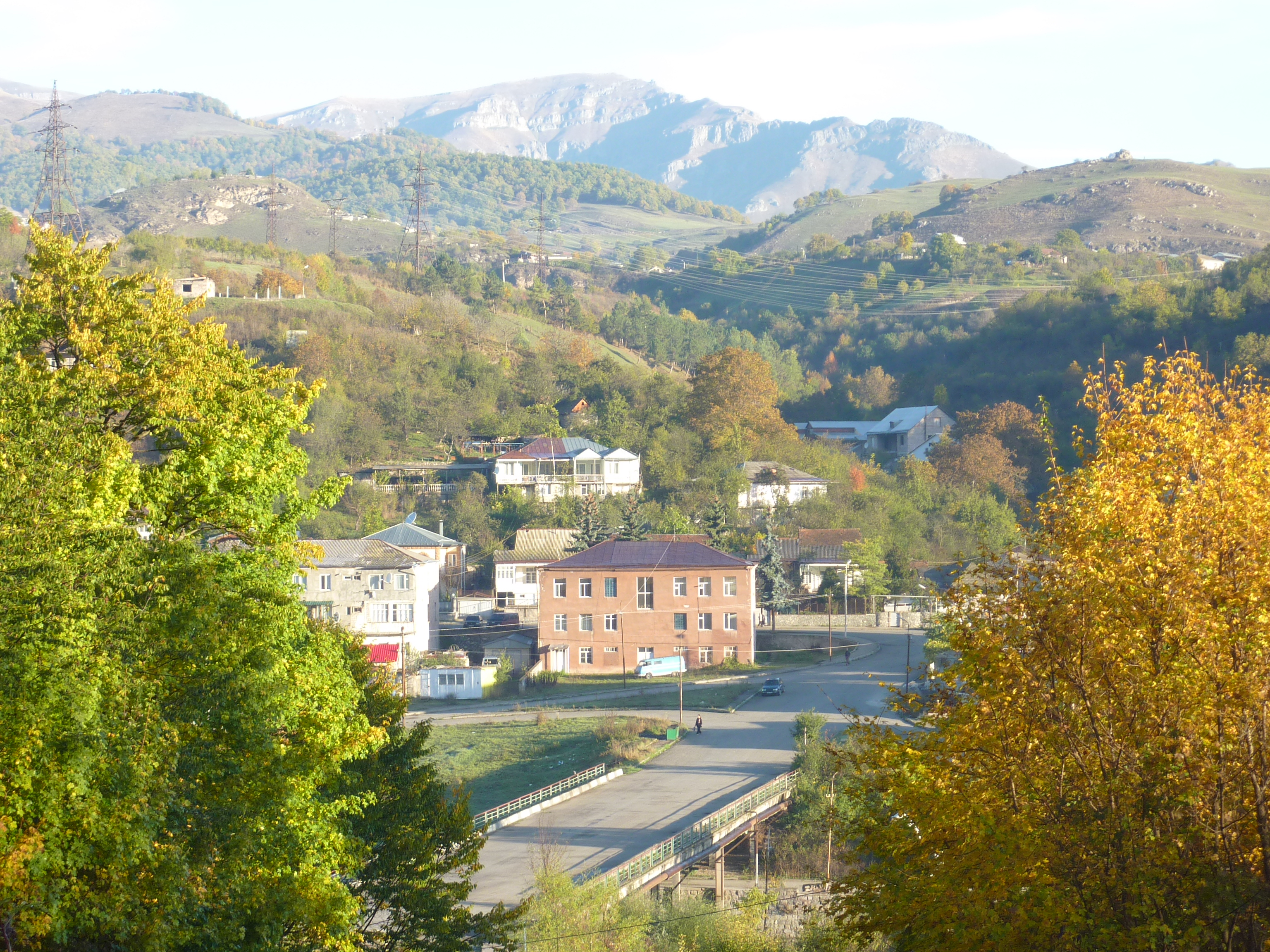
Autre vue de Vanadzor.

### Géologie
Depuis les années 1930, les sous-sols de la commune sont exploités pour le granite et le quartz.

### Climat
| Mois                                       | Janv  | Fév   | Mars  | Avr  | Mai  | Juin | Juil | Août | Sept | Oct  | Nov   | Déc   | Année |
| ------------------------------------------ | ----- | ----- | ----- | ---- | ---- | ---- | ---- | ---- | ---- | ---- | ----- | ----- | ----- |
| Températures minimales moyennes (°C)       | -18,0 | -17,0 | -13,0 | -5,0 | 0    | 4,0  | 7,0  | 7,0  | 2,0  | -3,0 | -10,0 | -16,0 | -5,2  |
| Températures moyennes (°C)                 | -8,2  | -7,1  | -3,0  | 4,2  | 9,2  | 12,5 | 15,2 | 15,4 | 11,2 | 6,8  | -0,3  | -5,9  | 4,2   |
| Températures maximales moyennes (°C)       | 1,5   | 2,8   | 7,0   | 13,5 | 18,4 | 21,0 | 23,3 | 23,8 | 20,5 | 16,5 | 9,4   | 4,3   | 13,5  |
| Moyennes mensuelles de précipitations (mm) | 18.0  | 25.0  | 36.0  | 63.0 | 96.0 | 95.0 | 58.0 | 43.0 | 32.0 | 47.0 | 33.0  | 19.0  | 565.0 |

## Histoire

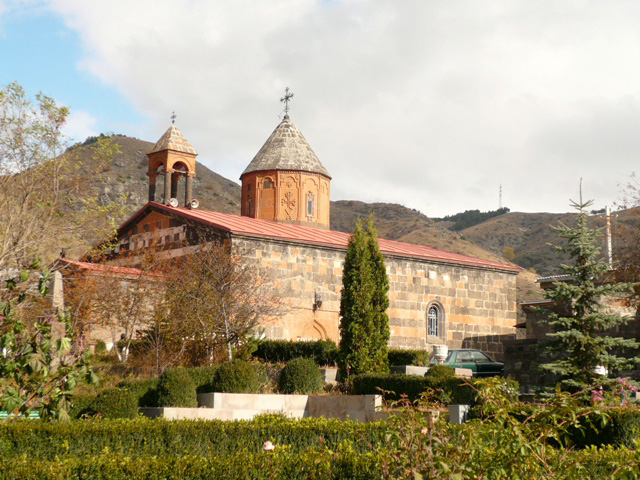
L'« église noire ».

Les premières traces d'occupations humaines à Vanadzor datent de l'âge du bronze. Les archéologues y ont trouvé des tombeaux et des objets de la vie quotidienne (ces objets se trouvent au musée local). Une église en pierre noire, juchée sur une colline voisine, aurait donné son nom à la ville au XIIIe siècle.
La ville est totalement détruite en 1826 par Hasan Khan, pendant la guerre opposant les Russes aux Perses. En mai 1918, les troupes du général Nazarbekian ont combattu contre l'armée turque, et l'ont repoussée quelques jours plus tard lors de la bataille de Sardarapat.
Entre-temps, la ville se voyait dotée en 1899 du chemin de fer qui reliait Erevan à Tbilissi.

## Politique et administration

### Les maires
| Période                                  | Période  | Identité         | Étiquette | Qualité |
| ---------------------------------------- | -------- | ---------------- | --------- | ------- |
| 1999                                     | 2016     | Samvel Darbinian | PRA       |         |
| 2016                                     | 2022     | Mamikon Aslanian |           |         |
| mai 2022                                 | En cours | Arkadi Pelechian |           |         |
| Les données manquantes sont à compléter. |          |                  |           |         |

### Villes jumelées
| Ville | Ville       | Pays | Pays        | Période                    |
| ----- | ----------- | ---- | ----------- | -------------------------- |
|       | Bagneux,    |      | France      | depuis 1967                |
|       | Batoumi,    |      | Géorgie     | depuis le 16 novembre 2006 |
|       | Kislovodsk, |      | Russie      | depuis 2005                |
|       | Lublin,     |      | Pologne     | depuis le 15 août 2017     |
|       | Maardu,     |      | Estonie     | depuis le 25 octobre 2007  |
|       | Pasadena,   |      | États-Unis  | depuis 1992                |
|       | Podolsk,    |      | Russie      | depuis 2004                |
|       | Tskhaltubo, |      | Géorgie     | depuis 2022                |
|       | Vitebsk,    |      | Biélorussie | depuis le 16 juillet 2012  |
|       | Xuzhou,     |      | Chine       | depuis juin 2001           |

## Population et société

### Évolution démographique
Depuis 1831, l'évolution démographique de Vanadzor a été :
| 1831 | 1873  | 1897  | 1922  | 1926  | 1939   |
| ---- | ----- | ----- | ----- | ----- | ------ |
| 494  | 2 017 | 3 917 | 6 427 | 8 640 | 17 607 |

| 1959   | 1970    | 1980    | 2001    | 2004    | 2017   |
| ------ | ------- | ------- | ------- | ------- | ------ |
| 49 424 | 106 691 | 148 876 | 107 394 | 106 300 | 90 525 |

| Histogramme de l'évolution démographique de Vanadzor |         |
| \| 1831 \| 494 \| \| 1873 \| 2 017 \| \| 1897 \| 3 917 \| \| 1922 \| 6 427 \| \| 1926 \| 8 640 \| \| 1939 \| 17 607 \| \| 1959 \| 49 424 \| \| 1970 \| 106 691 \| \| 1980 \| 148 876 \| \| 2001 \| 107 394 \| \| 2004 \| 106 300 \| \| 2017 \| 90 525 \| |         |
| 1831 | 494     |
| 1873 | 2 017   |
| 1897 | 3 917   |
| 1922 | 6 427   |
| 1926 | 8 640   |
| 1939 | 17 607  |
| 1959 | 49 424  |
| 1970 | 106 691 |
| 1980 | 148 876 |
| 2001 | 107 394 |
| 2004 | 106 300 |
| 2017 | 90 525  |

### Enseignement
- École no 1 Vazgen Ier[24]
- École no 2
- École no 3
- École no 4[25]
- École no 5 Vahan Teryan[26]

## Économie

### Industrie
Vanadzor a pour principale activité une usine chimique[réf. nécessaire].

### Tourisme

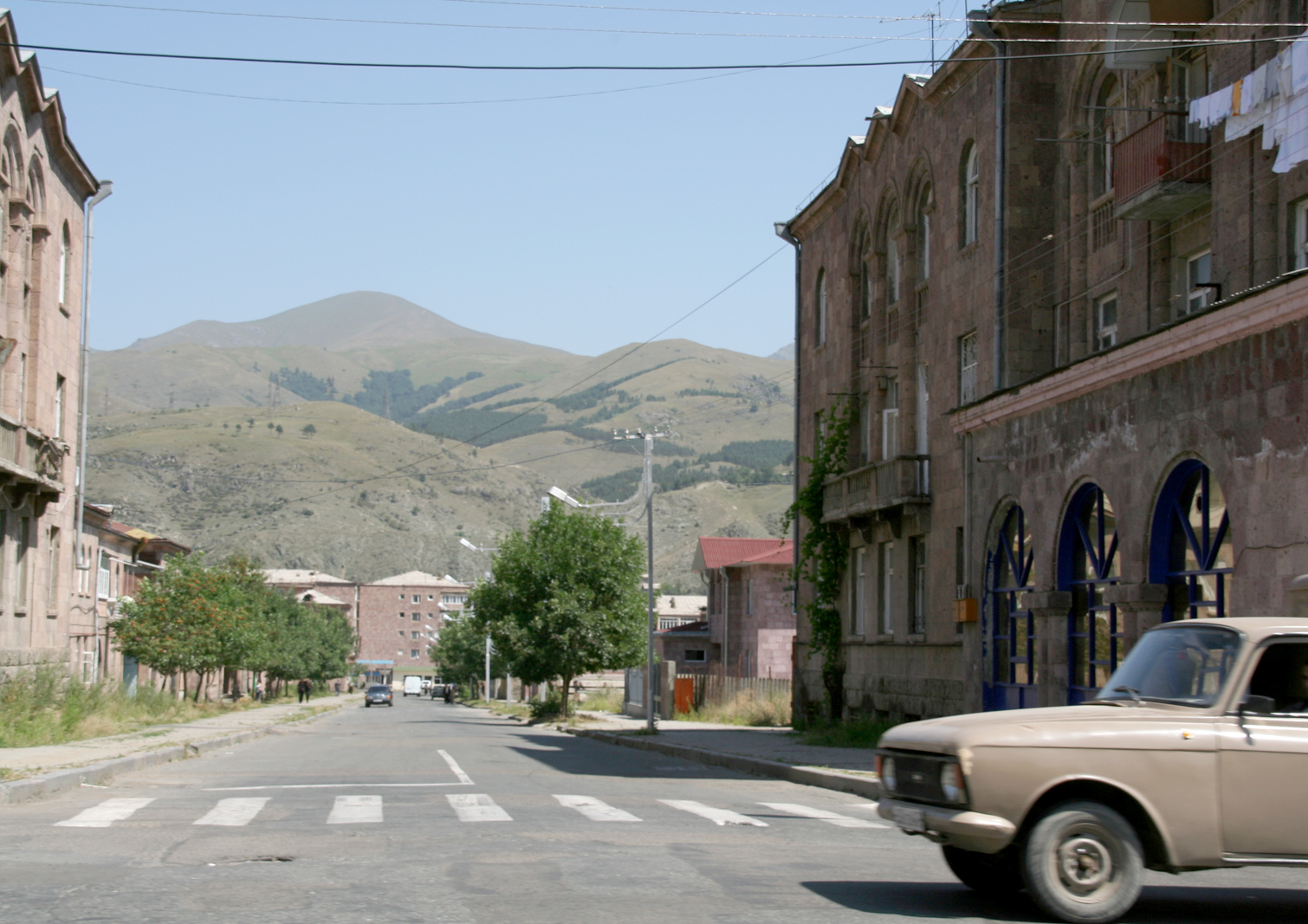
Le centre-ville.

La ville de Vanadzor en elle-même n'est pas une réelle curiosité touristique. En effet, elle correspond aux standards architecturaux des villes soviétiques avec ses larges avenues ombragées et ses grands bâtiments en tuf rose typiques du début du XXe siècle. En revanche, la nature environnante est remarquable : canyon, montagnes boisées ou non, rivière, rapides, etc. La ville possède même un jardin botanique.
Comme dans toutes les villes d'Arménie, il y a une église — ou ses vestiges — à visiter. L'église russe de Vanadzor est remarquable.
La maison du docteur Kalpokdjian peut se visiter.
Les Erevanais aiment venir s'y reposer dans des maisons secondaires ou des datchas pour la douceur du climat et pour les paysages pittoresques.

### Hébergement
L'hôtel « mythique » de la ville se situe sur le square en centre-ville, mais de nombreux hôtels modernes et respectant les normes internationales viennent le concurrencer depuis quelques années.
L'autre solution d'hébergement est le YMCA.

### Restaurants
Il existe plusieurs restaurants, réputés, en centre-ville mais également d'autres restaurants anecdotiques, notamment au bord d'un lac à l'extérieur de la ville.

## Galerie

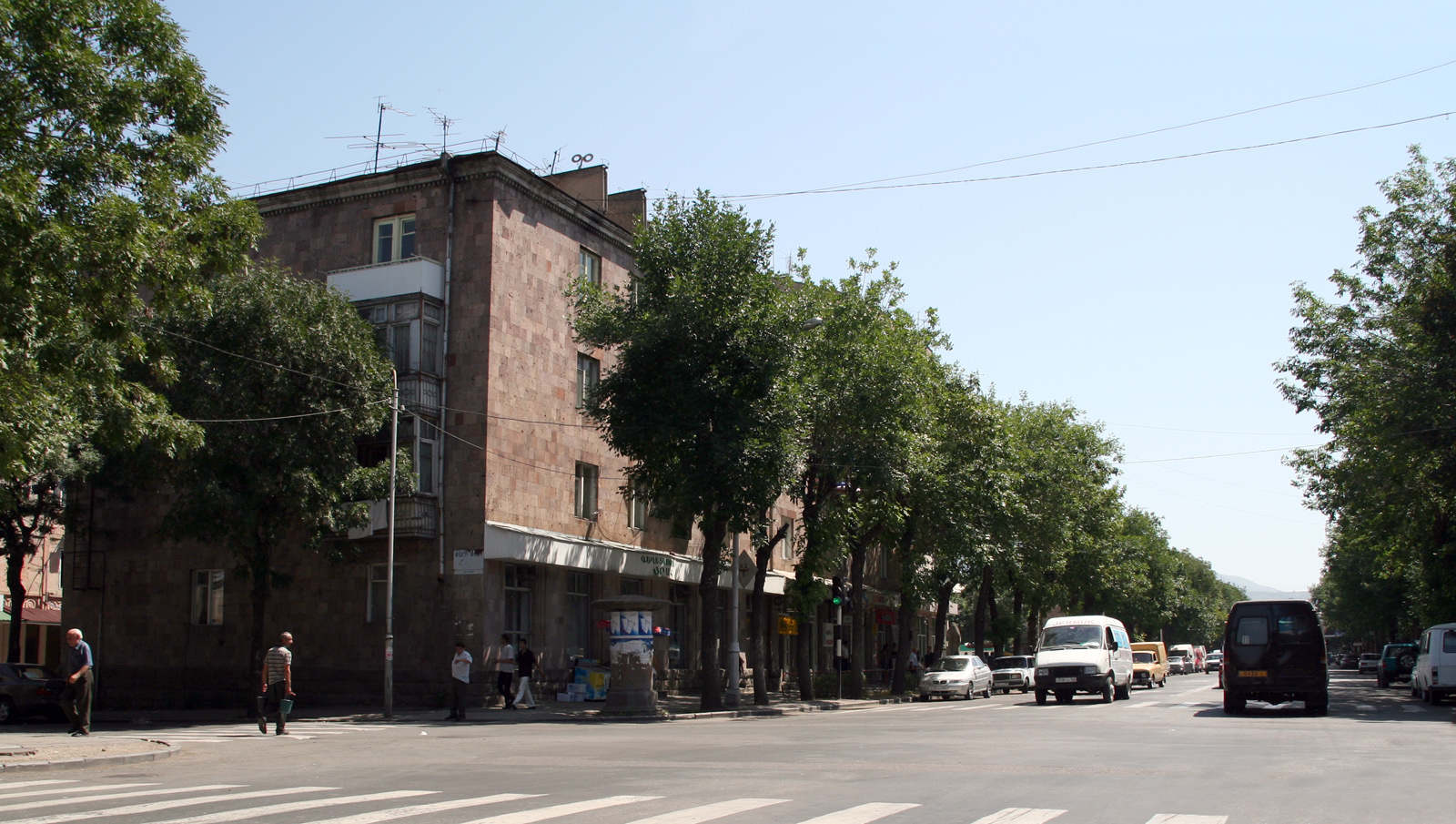
Centre-ville.
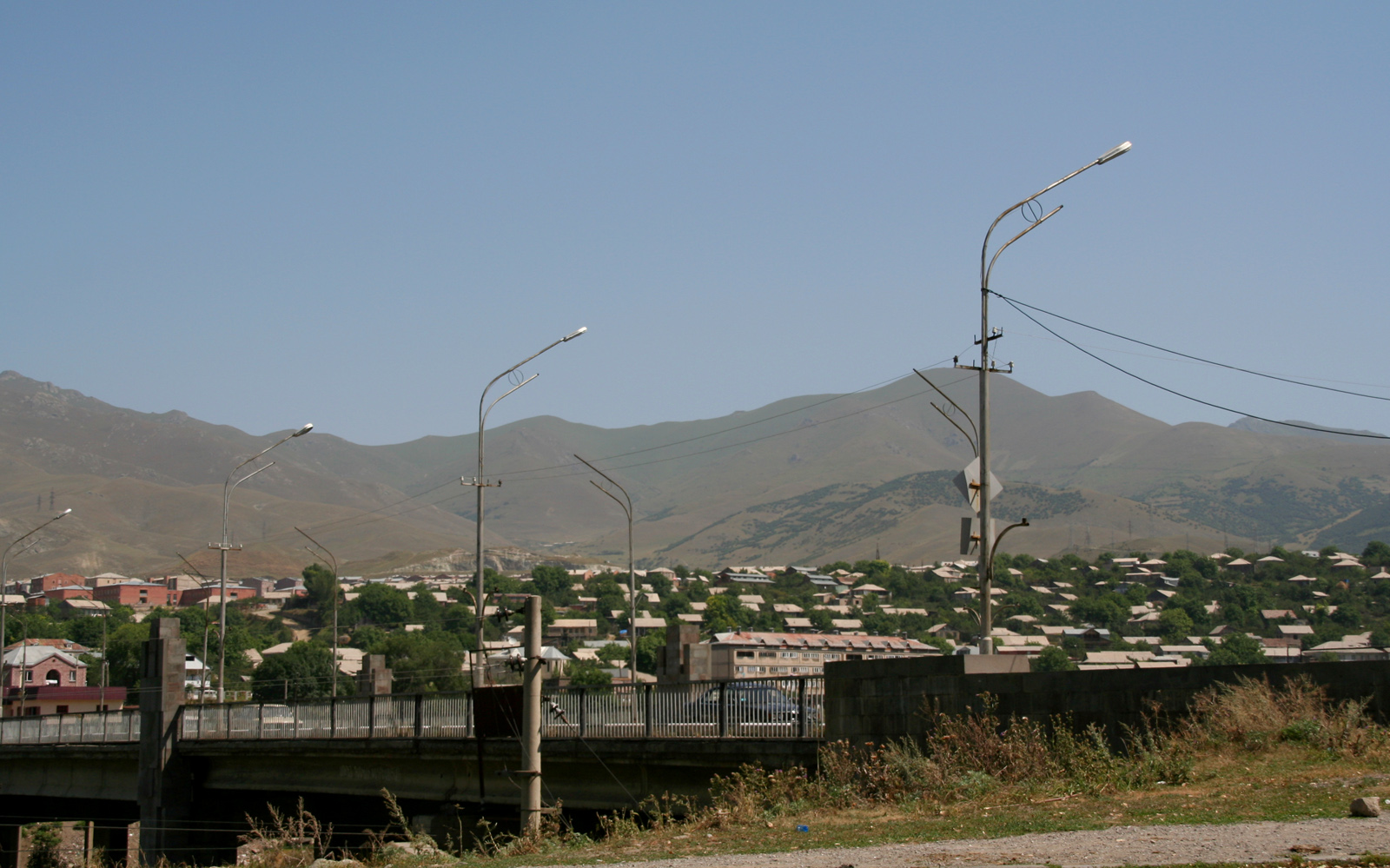
Pont au-dessus de la rivière Pambak.
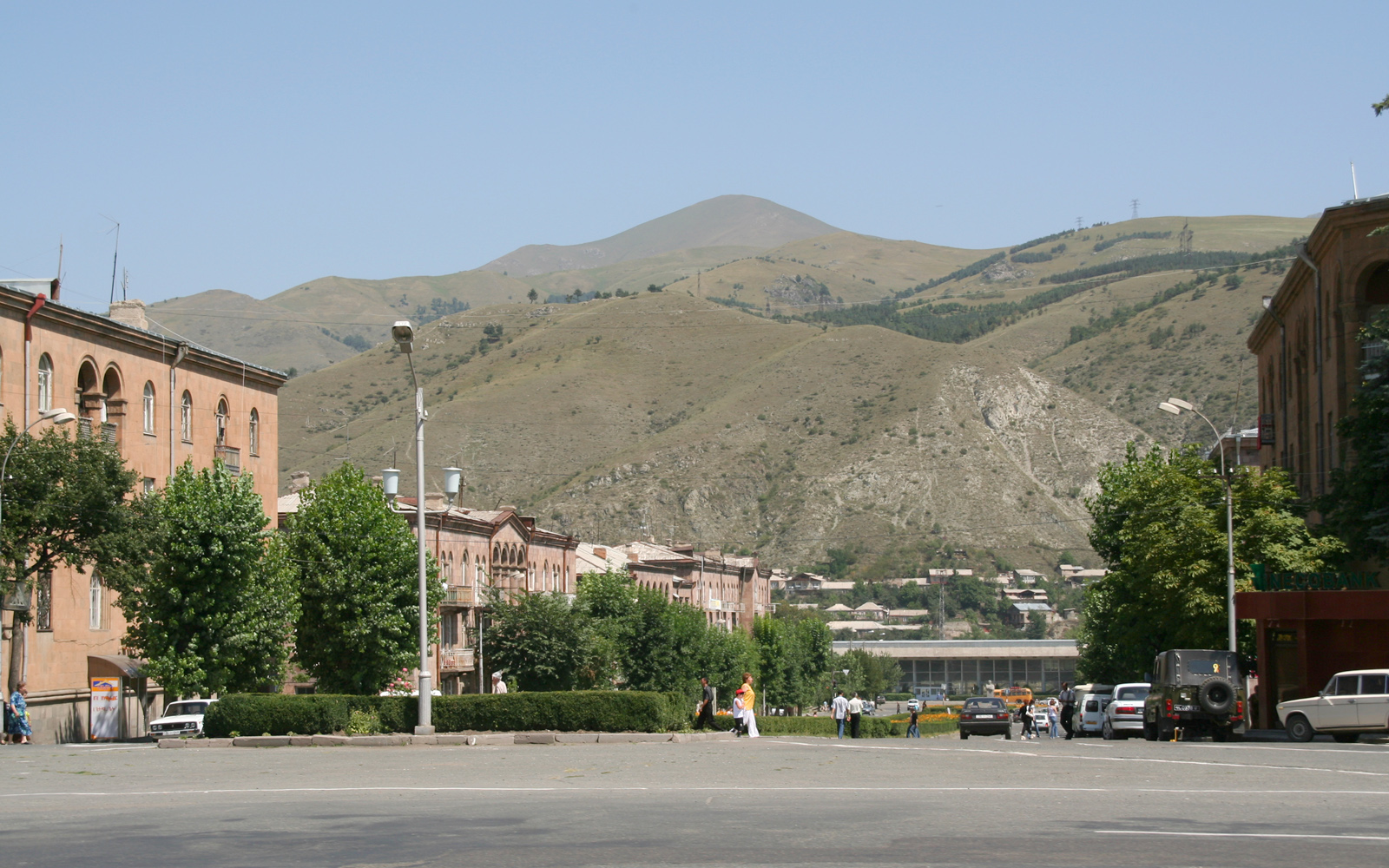
Centre-ville.
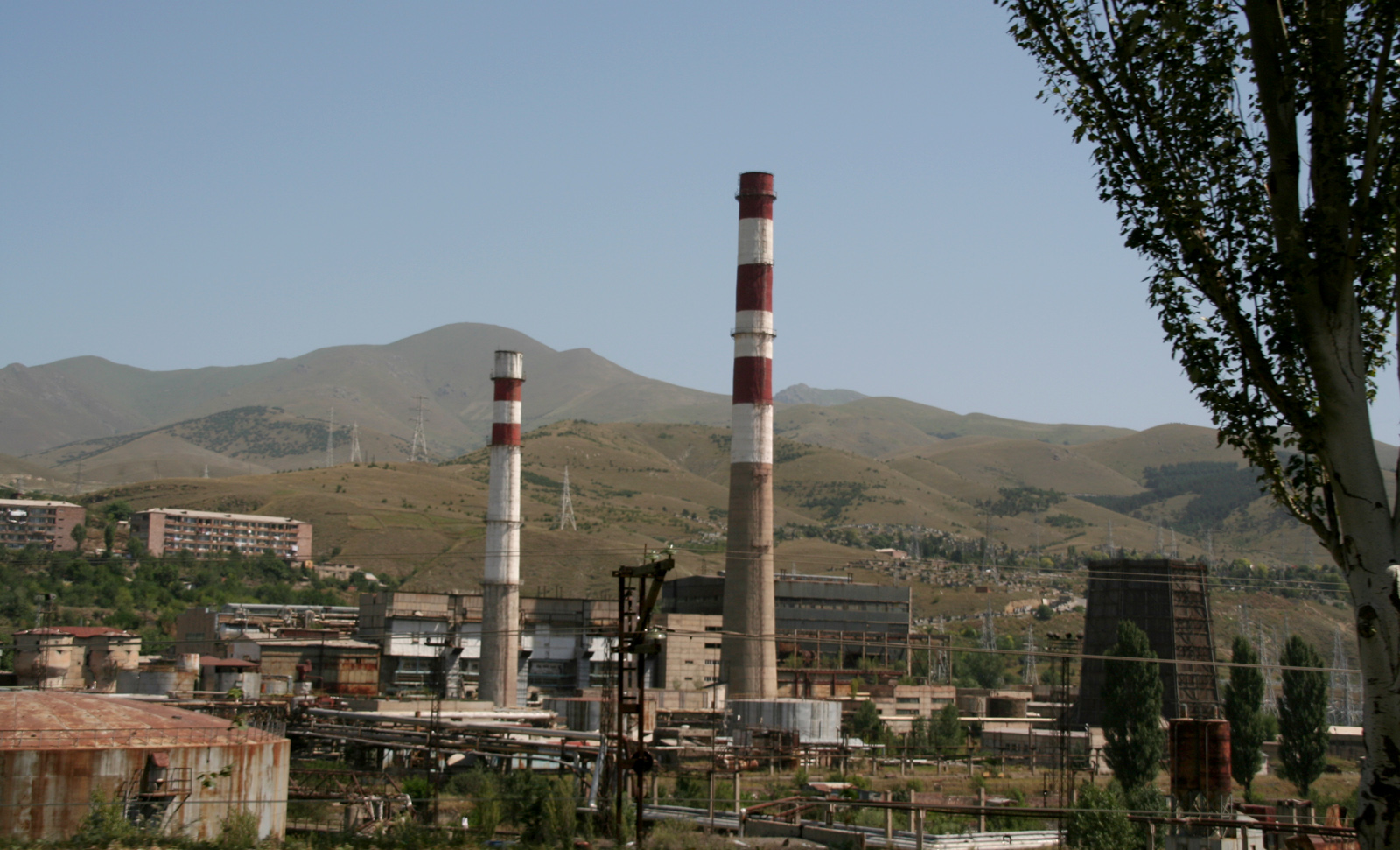
Usine chimique à Vanadzor.